# Ie Meule
Ie Meule is een bestuurslaag in het regentschap Sabang van de provincie Atjeh, Indonesië. Ie Meule telt 3652 inwoners (volkstelling 2010).